# Carlos Guilherme, Duque de Saxe-Meiningen
Carlos Frederico, Duque de Saxe-Meiningen (Augusto Frederico Carlos) (Frankfurt, 19 de Novembro de 1754 – Sonneberg, 21 de Julho de 1782), foi um duque de Saxe-Meiningen.

## Família
Foi o primeiro filho de António Ulrico, Duque de Saxe-Meiningen e da princesa Carlota Amália de Hesse-Philippsthal.

## Reinado
António Frederico sucedeu ao pai como duque de Saxe-Meiningen em 1763 quando tinha apenas oito anos de idade. Por ser ainda menor de idade, foi a sua mãe que assumiu o governo do ducado na categoria de regente até 1779. Poucos anos depois de assumit o governo do ducado, Carlos morreu com apenas vinte-e-sete anos de idade. Foi sucedido pelo seu irmão mais novo, Jorge.

## Casamento
A 5 de Junho de 1789, Carlos Guilherme casou-se em Gedern com a princesa Luísa de Stolberg-Gedern. O casal não teve filhos e, depois de enviuvar, Luísa casou-se com o duque Eugénio Frederico de Württemberg de quem teve filhos.

## Genealogia
| Carlos Guilherme, Duque de Saxe-Meiningen | Pai: António Ulrico, Duque de Saxe-Meiningen | Avô paterno: Bernardo I, Duque de Saxe-Meiningen     | Bisavô paterno: Ernesto I, Duque de Saxe-Gota                            |
| Carlos Guilherme, Duque de Saxe-Meiningen | Pai: António Ulrico, Duque de Saxe-Meiningen | Avô paterno: Bernardo I, Duque de Saxe-Meiningen     | Bisavó paterna: Isabel Sofia de Saxe-Altemburgo                          |
| Carlos Guilherme, Duque de Saxe-Meiningen | Pai: António Ulrico, Duque de Saxe-Meiningen | Avó paterna: Isabel Leonor de Brunswick-Wolfenbüttel | Bisavô paterno: António Ulrich, Duque de Brunsvique-Luneburgo            |
| Carlos Guilherme, Duque de Saxe-Meiningen | Pai: António Ulrico, Duque de Saxe-Meiningen | Avó paterna: Isabel Leonor de Brunswick-Wolfenbüttel | Bisavó paterna: Isabel Juliana de Schleswig-Holstein-Sønderburg-Nordborg |
| Carlos Guilherme, Duque de Saxe-Meiningen | Mãe: Carlota Amália de Hesse-Philippsthal    | Avô materno: Carlos I, Conde de Hesse-Philippsthal   | Bisavô materno: Filipe, Conde de Hesse-Philippsthal                      |
| Carlos Guilherme, Duque de Saxe-Meiningen | Mãe: Carlota Amália de Hesse-Philippsthal    | Avô materno: Carlos I, Conde de Hesse-Philippsthal   | Bisavó materna: Catarina de Solms-Laubach                                |
| Carlos Guilherme, Duque de Saxe-Meiningen | Mãe: Carlota Amália de Hesse-Philippsthal    | Avó materna: Carolina Cristina de Saxe-Eisenach      | Bisavô materno: João Guilherme III, Duque de Saxe-Eisenach               |
| Carlos Guilherme, Duque de Saxe-Meiningen | Mãe: Carlota Amália de Hesse-Philippsthal    | Avó materna: Carolina Cristina de Saxe-Eisenach      | Bisavó materna: Cristina Juliana de Baden-Durlach                        |